# جنرال الکتریک اچ۸۰

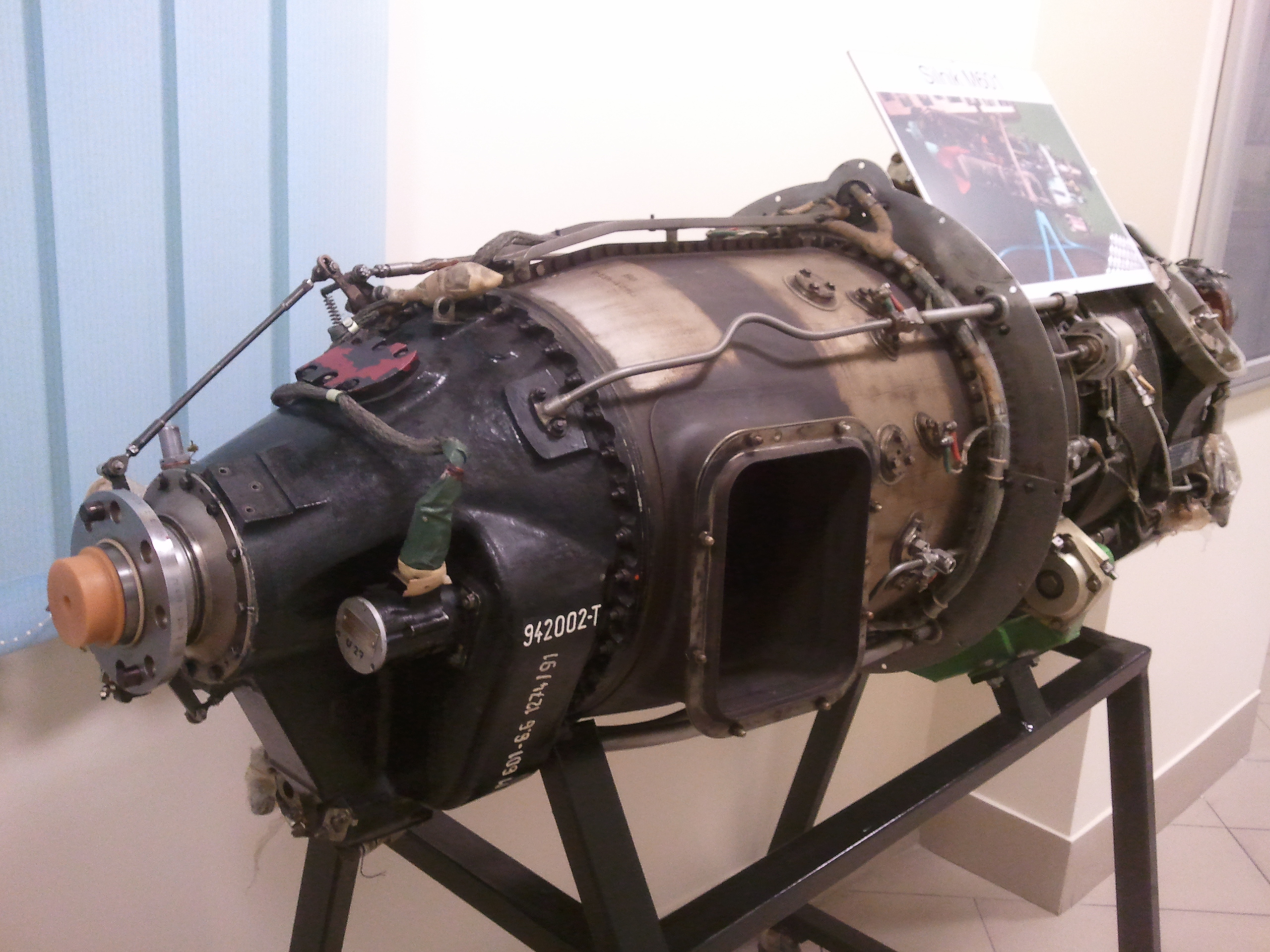
اچ بر اساس والتر ام۶۰۱ ساخته شده‌است

جنرال الکتریک اچ۸۰ یک موتور هواپیمای توربوپراپ است که توسط جی‌ایی بی‌جی‌ای توربوپراپ تولید شده‌است. اچ۸۰ یک مشتق به روز شده از موتور والتر ام۶۰۱ است.

## کاربردها

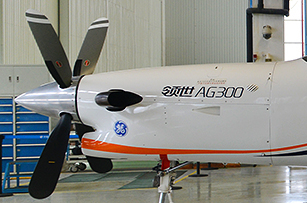

- Thrush Model 510 (H80)
- CAIGA Primus 150 (H85)
- دارت ۴۵۰
- لت-۴۱۰
- بعدی G90XT (H75-100)[۱]
- Technoavia Rysachok (H80)[۲]
- دورنیه دو ۲۸ اسکای‌سرونت

## مشخصات (اچ۸۰)
| نوع                  | اج۷۵                                                | اچ۸۰                                                | اچ۸۵                                                |
| -------------------- | --------------------------------------------------- | --------------------------------------------------- | --------------------------------------------------- |
| ابعاد (ط×ع×ا)        | ۱٬۶۷۰×۵۶۰×۵۸۰ میلیمتر (۶۶×۲۲×۲۳ اینچ)               | ۱٬۶۷۰×۵۶۰×۵۸۰ میلیمتر (۶۶×۲۲×۲۳ اینچ)               | ۱٬۶۷۰×۵۶۰×۵۸۰ میلیمتر (۶۶×۲۲×۲۳ اینچ)               |
| وزن خشک              | ۳۹۰ پوند (۱۸۰ کیلوگرم)                              | ۳۹۰ پوند (۱۸۰ کیلوگرم)                              | ۳۹۰ پوند (۱۸۰ کیلوگرم)                              |
| کمپرسور              | ۲-مرحلهکمپرسور محوری + ۱-مرحله کمپرسور گریز از مرکز | ۲-مرحلهکمپرسور محوری + ۱-مرحله کمپرسور گریز از مرکز | ۲-مرحلهکمپرسور محوری + ۱-مرحله کمپرسور گریز از مرکز |
| محفظه احتراق         | Annular with fuel slinger                           | Annular with fuel slinger                           | Annular with fuel slinger                           |
| توربین               | 1-stage axial gas.gen + 1-stage axial power         | 1-stage axial gas.gen + 1-stage axial power         | 1-stage axial gas.gen + 1-stage axial power         |
| نوع سوخت             | سوخت جت ای۱                                         | سوخت جت ای۱                                         | سوخت جت ای۱                                         |
| توان شفت             | ۷۵۱ اسب بخار (۵۶۰ کیلووات)                          | ۸۰۰ اسب بخار (۵۹۷ کیلووات)                          | ۸۵۰ اسب بخار (۶۳۴ کیلووات)                          |
| Eq. shaft power      | ۷۹۵ اسب بخار (۵۹۳ کیلووات)                          | ۸۴۵ اسب بخار (۶۳۰ کیلووات)                          | ۸۹۸ اسب بخار (۶۷۰ کیلووات)                          |
| نسبت نیرو به وزن     | 1.93                                                | 2.05                                                | 2.18                                                |
| دور بر دقیقه ژنراتور | ۳۵٬۵۲۴                                              | ۳۵٬۸۵۴                                              | ۳۶٬۱۸۳                                              |
| دور بر دقیقه شفت     | ۲٬۰۸۰                                               | ۲٬۰۸۰                                               | ۲٬۰۸۰                                               |
| جریان هوا            | ۸٫۱ پوند (۳٫۷ کیلوگرم)/s                            | ۸٫۲ پوند (۳٫۷ کیلوگرم)                              | ۸٫۴ پوند (۳٫۸ کیلوگرم)                              |
| TBO                  | 4,000h                                              | 4,000h                                              | 4,000h                                              |
| نسبت فشار کلی        |                                                     | 6.7:1                                               |                                                     |